# Colocasia seminigra
Colocasia seminigra är en fjärilsart som beskrevs av Barend J. Lempke 1966. Colocasia seminigra ingår i släktet Colocasia och familjen Pantheidae. Inga underarter finns listade i Catalogue of Life.